# Maoritomella multiplex
Maoritomella multiplex is een slakkensoort uit de familie van de Borsoniidae. De wetenschappelijke naam van de soort is voor het eerst geldig gepubliceerd in 1906 door Webster.